# William F. Draper

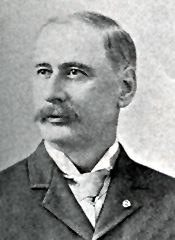
William F. Draper (1896)

William Franklin Draper (* 9. April 1842 in Lowell, Massachusetts; † 28. Januar 1910 in Washington, D.C.) war ein US-amerikanischer Politiker. Zwischen 1893 und 1897 vertrat er den Bundesstaat Massachusetts im US-Repräsentantenhaus.

## Werdegang
William Draper besuchte sowohl öffentliche als auch private Schulen. Danach studierte er Maschinenbau. Während des Bürgerkrieges diente er im Heer der Union, in dem er bis zum Brevet-Brigadegeneral aufstieg. Danach stellte er in Hopedale Maschinen zur Baumwollverarbeitung her. Gleichzeitig schlug Draper als Mitglied der Republikanischen Partei eine politische Laufbahn ein. Im Juni 1876 war er Delegierter zur Republican National Convention in Cincinnati, auf der Rutherford B. Hayes als Präsidentschaftskandidat nominiert wurde. In den Jahren 1880 und 1883 gehörte er dem Beraterstab des Gouverneurs an.
Bei den Kongresswahlen des Jahres 1892 wurde Draper im elften Wahlbezirk von Massachusetts in das US-Repräsentantenhaus in Washington gewählt, wo er am 4. März 1893 die Nachfolge von Frederick S. Coolidge antrat. Nach einer Wiederwahl konnte er bis zum 3. März 1897 zwei Legislaturperioden im Kongress absolvieren. Seit 1895 war er Vorsitzender des Patentausschusses. Im Jahr 1896 verzichtete er auf eine weitere Kandidatur. Zwischen 1897 und 1899 war William Draper als Nachfolger von Wayne MacVeagh US-Botschafter in Italien. Er starb am 28. Januar 1910 in Washington.